# Snowmass Village
Snowmass Village è un centro abitato (town) degli Stati Uniti d'America, situato nella contea di Pitkin dello Stato del Colorado. Nel censimento del 2000 la popolazione era di 1.822 abitanti.

## Geografia fisica
Secondo i rilevamenti dell'United States Census Bureau, Snowmass Village si estende su una superficie di 66,2 km².